# Автол
Авто́лы (вероятно, от англ. automobile oil, либо от лат. oleum — «масло») — в наиболее узком смысле общее название ряда марок моторных масел сернокислотной очистки, выпускавшихся в СССР в 1920-х — 1960-х годах и использовавшихся для смазывания нефорсированных автомобильных и тракторных двигателей внутреннего сгорания с искровым зажиганием (карбюраторных). Ввиду широкой распространённости автолов, в широком смысле это слово могло использоваться и в качестве родового названия всех автомобильных моторных масел.
Представляли собой дистиллятные нефтяные масла (зимние автолы) или смесь дистиллятных и остаточных масел (летние автолы) с кинематической вязкостью от 25 до 120 мм2/с. Получались сернокислотной или кислотно-контактной очисткой, преимущественно из бакинских и сернистых восточных нефтей, при необходимости — с депарафинизацией сырья.

## История
Автол продавался еще Товариществом братьев Нобель, прекратившем существование в 1918 г. В 1920-х годах название «Автол» использовалось Автотрестом в качестве торговой марки выпускавшихся им моторных масел. На конец 1920-х годов им выпускались три сорта моторных масел — летнее «Автол М» для новых двигателей, летнее «Автол Т» повышенной вязкости для изношенных двигателей, и наименее вязкое зимнее «Автол Л». Для автомобиля АМО-3 в  инструкции по эксплуатации предписывалось использовать зимой масло Автол "М" и летом Автол "Г". Качество «Автолов» выпуска Автотреста вызывало в те годы большие нарекания. Наряду с Автотрестом, свои моторные масла предлагали и другие предприятия советской промышленности — например, Анилтрест выпускал считавшиеся более качественными масла марок «М. А. С.» (летнее) и «М. А. Г.» (зимнее). Однако в годы Первой пятилетки именно «Автолы» ввиду своих сравнительно больших масштабов выпуска получили преимущественное распространение, вследствие чего само слово «автол» вскоре стало использоваться по сути как синоним понятия «масло для автомобильных двигателей». Впрочем, любые нефтепродукты в те годы оставались в большом дефиците, несмотря на установленный на транспорте режим жёсткой экономии горюче-смазочных материалов, поскольку добыча нефти и развитие нефтяной промышленности не поспевали за резко возросшим темпами автомобилизации народного хозяйства страны. При крайней необходимости для смазки двигателя могли применять даже касторовое масло (обладало хорошими смазывающими свойствами, но требовало разборки двигателя каждые 500—600 км пробега для очистки от нагаров и отложений).
К началу 1930-х годов была выработана первая классификация автолов, в соответствии с которой они делились на несколько сортов по средней вязкости в градусах Энглера при температуре 50°С. Выпускались автолы с вязкостью 4, 6, 8 и 10. Автол 4 предназначался для использования зимой, а также круглогодично в условиях северного климатического пояса. Автол 6 использовался летом в умеренном поясе, а Автол 8 — в жарком. Автол 10 применялся в двигателях автомобилей ЗИС-5 и Я-5 при летней эксплуатации, а в жарком климате — круглогодично. Наряду с этим, какое-то время продолжался выпуск автолов старых марок «Т» и «Л». Несмотря на некоторое улучшение ситуации со снабжением моторными маслами, сохранялась проблема с их качеством (автолы производства треста Союзнефть поначалу оказались не намного лучше автотрестовских, а особенные нарекания вызывали автолы бакинских НПЗ, нередко становившиеся причиной поломок двигателей), что усугублялось низкой культурой обслуживания автотранспорта на местах (в автохозяйствах все полученные масла сливали в общую тару без разбора сортов, допускали загрязнение масла при хранении и заливке, и т. п.).
К 1940-м годам слово «автол» окончательно слилось с понятием «автотракторное моторное масло», в каковом значении вошло даже в официальные документы. В 1942 году был принят ГОСТ 1862-42 «Масла автотракторные (автолы). Технические условия», установивший единый стандарт качества моторных масел для карбюраторных автомобильных двигателей. По нему выпускались автолы с вязкостью по Энглеру 4, 6, 8, 10 и 18. Автол 4 и автол 6 считались зимними, более вязкие автол 8 и автол 10 — летними. Автол 18 использовался в летнее время для смазки тракторных двигателей. К этому времени освоение новых месторождений нефти в Волго-Уральской области и введение в строй новых современно оборудованных НПЗ позволило значительно нарастить выпуск смазочных материалов, а также добиться стабильного их качества.
В послевоенные годы химия смазочных материалов получила в СССР большое развитие. Наряду с обычными автолами, выпускавшимися по ГОСТ 1862-42, а затем — ГОСТ 1862-51, появились автолы с присадками — АКп−5 (зимний) и АКп−9,5 (летний) по ГОСТ 5303-50; загущенные (полученные из маловязких масел добавлением загустителя) автолы с присадками — марок АКЗп−6 (зимний) и АКЗп−10 (летний) по ГОСТ 1862-51; специальные автолы с присадками, предназначенные для использования в более форсированных двигателях легковых автомобилей ЗИС (ГОСТ 3829-47, ГОСТ 3829-51).
С начала 1950-х годов стала использоваться новая классификация моторных масел, в которой вместо условной вязкости в градусах Энглера при 50 °С использовалась кинематическая вязкость в сантистоксах, измеренная при 100°С, а также была введена буквенная индексация масел по назначению (А — автомобильные, М — авиационные) и типу очистки (С — селективная, К — сернокислотная или кислотно-контактная). К этим обозначениям могли добавляться дополнительные буквы: З — «загущенное», п — с добавлением присадки. По новой классификации автолы получили маркировку АК — АК-4, АК-6, АК-8, АК-10 и АК-15 (бывший Автол 18). Тем не менее, старые обозначения продолжали использоваться в обиходе и даже в специальной литературе.
По ГОСТ 1862-51 автолы (масла моторные сернокислотной очистки) вырабатывались в несколько сокращённой номенклатуре из пяти марок — дистиллятные АК-6 (автол 6), АК-10 (автол 10) и АК-15 (автол 18), а также загущенные АКЗп−6 и АКЗп−10. Масло АК-6 выпускалось исключительно в качестве сырья для производства масла с присадкой АКЗп−5 по ГОСТ 5303-50, в автохозяйства и розничную торговлю оно более не поставлялось. Масла АК-10 и АК-15, несмотря на обозначение, могли содержать небольшое количество депрессорной присадки АзНИИ для доведения температуры застывания до установленной техническими условиями. Загущенные автолы АКЗп−6 и АКЗп−10 содержали загущающую, комплексную и депрессорную присадки.
Между тем, к тому времени эпоха автолов уже приближалась к своему концу. В начале 1950-х годов наряду с моторными маслами сернокислотной очистки — собственно, автолами — было освоено производство новых, более качественных моторных масел АС селективной (фенольной или фурфурольной) очистки — АС-5, АС-9,5 и других, выпускавшихся по ГОСТ 5239-51 «Масла автотракторные селективной очистки. Технические условия». По сравнению с автолами они отличались, в частности, повышенными чистотой и стабильностью, а также более низкой склонностью к коксованию. Хотя меньшее количество примесей в маслах селективной очистки обусловило небольшое снижение их смазывающей способности по сравнению с маслами кислотной очистки, а также незначительное, на 2-3 °С, повышение температуры застывания, преимущества новых масел с точки зрения срока службы и количества отложений, оставляемых в двигателе, значительно перевешивали эти малосущественные недостатки. Более совершенные масла селективной очистки стали постепенно вытеснять автолы из эксплуатации. Они также выпускались в вариантах с присадками (АСп−5, АСп−9,5), загущенные (АСЗп−10), и так далее.
Кроме того, по ГОСТ 1707-51 выпускалось масло машинное СУ (Индустриальное-50), также сернокислотной очистки, не содержавшее присадок, но при этом имевшее намного более высокое качество по сравнению с автолами — в частности, очень низкие коксуемость (не более 0,2 %) и зольность (не более 0,005 %), благодаря чему оно почти не оставляло нагара в двигателе. Это масло наряду с индустриальным применением прямо рекомендовалось заводами-изготовителями для использованию в двигателях легковых автомобилей в качестве аналога автола 6, и в таком качестве получило большую популярность. Руководства по эксплуатации к некоторым легковых автомобилям тех лет даже отдавали ему преимущество перед автолами. В качестве аналогов более вязких автолов 10 и 18 использовались также весьма высококачественные авиационные масла марок МС-14, МС-20, МК-22, которые также допускали разведение лёгкими индустриальными маслами до требуемой вязкости.
После 1962 года была введена в действие новая классификация моторных масел, по которой масла для автомобильных двигателей стали обозначаться буквой «М», к которой прибавлялось число, соответствующее средней кинематическая вязкости масла в сантистоксах, измеренной при 100°С, а также буквенный индекс, обозначающий эксплуатационную группу масла, в зависимости от содержащихся в нём присадок (например, М8Б — автомобильное масло группы «Б» с вязкостью около 8 сСт, бывшее АС-8 с присадкой). Маркировка масел кислотной и селективной очистки в новой классификации не предусматривалась, поскольку нефтехимическая промышленность в те годы уже перестраивалась на выпуск только масел селективной очистки, как более качественных.
Двигатели автомобилей новых моделей в те годы проектировались уже в расчёте на современные масла. Например, двигатель «Москвича-408» был рассчитан на всесезонное масло АС-8 с присадкой (М8Б), и использование в нём автолов не допускалось (в менее форсированном двигателе 407Д1 «Москвича-403», рассчитанном на масло СУ — допускалось лишь в виде исключения).
Последним государственным стандартом на моторные масла кислотной очистки стал ГОСТ 1862-63 «Масла автотракторные. Технические требования». По нему масла кислотной очистки выпускались четырёх марок — АКЗп−6 (М6Б по новой классификации), АКЗп−10 (М10Б), АКп−10 (также М10Б) и АК-15 (тракторное). За вычетом последнего, эти масла уже имели весьма мало общего с автолами тридцатых — сороковых годов, поэтому название «автол» из официальной номенклатуры горюче-смазочных материалов было окончательно вычеркнуто, хотя всё ещё очень широко использовалось в быту. Постепенно был свёрнут и выпуск самих масел кислотной очистки, в ГОСТ-ах 1970-х годов они уже не упоминаются.
В 1970-е и последующие годы слово «автол» водителями использовалось скорее в силу инерции мышления — в особенности часто оно употреблялось в автохозяйствах, которые получали горючесмазочные материалы в никак не промаркированных ёмкостях, вследствие чего «автолом» по привычке могли называть любое масло, предназначенное для использования в системе смазки двигателя. Точно такими же общими, «родовыми» названиями стали и слова «нигрол» — для любого трансмиссионного масла, и «солидол» или «тавот» — для любой консистентной смазки.

## Характеристики
| Характеристики                                         | Масла автотракторные сернокислотной очистки ГОСТ 1862-51 | Масла автотракторные сернокислотной очистки ГОСТ 1862-51 | Масла автотракторные сернокислотной очистки ГОСТ 1862-51 | Масла автотракторные сернокислотной очистки ГОСТ 1862-51 | Масла автотракторные селективной очистки ГОСТ 5239-51 | Масла автотракторные селективной очистки ГОСТ 5239-51 | Масла автомобильные селективной очистки с присадкой ЦИАТИМ-331 ГОСТ 5303-50 | Масла автомобильные селективной очистки с присадкой ЦИАТИМ-331 ГОСТ 5303-50 |
| ------------------------------------------------------ | -------------------------------------------------------- | -------------------------------------------------------- | -------------------------------------------------------- | -------------------------------------------------------- | ----------------------------------------------------- | ----------------------------------------------------- | --------------------------------------------------------------------------- | --------------------------------------------------------------------------- |
| Характеристики                                         | АКЗп−6                                                   | АК-6 (автол 6)                                           | АК-10 (автол 10)                                         | АК-15 (автол 18)                                         | АС-5                                                  | АС-9,5                                                | АСП−5                                                                       | АСП−9,5                                                                     |
| Вязкость кинематическая при 100°С, сСт, не менее       | 6                                                        | 6                                                        | 10                                                       | 15                                                       | 6                                                     | 9,5                                                   | 5                                                                           | 9,5                                                                         |
| Отношение кинематич. вязкости при 100 и 50°С, не более | 4,2                                                      | 7,0                                                      | 7,0                                                      | 9,0                                                      | 7,0                                                   | 7,4                                                   | 7,0                                                                         | 7,4                                                                         |
| Коксуемость в %, не более                              | 0,15                                                     | 0,30                                                     | 0,40                                                     | 0,70                                                     | 0,15                                                  | 0,3                                                   | —                                                                           | —                                                                           |
| Температура застывания в °С, не выше                   | −40                                                      | −30                                                      | −25                                                      | −5                                                       | −35                                                   | −20                                                   | −30                                                                         | −20                                                                         |
| Кислотное число, мг KOH на грамм масла, не более       | 0,10                                                     | 0,15                                                     | 0,25                                                     | 0,35                                                     | 0,2                                                   | 0,4                                                   | 3,0                                                                         | 3,0                                                                         |
| Зольность масла в %                                    | не менее 0,04                                            | 0,01                                                     | 0,02                                                     | 0,025                                                    | 0,012                                                 | 0,015                                                 | не менее 0,4                                                                | не менее 0,4                                                                |

Приведены по.

## Физические свойства
Тягучая, густая тёмно-бурая жидкость. Нерастворим в воде. Хорошо растворяется в бензине, керосине и дизельном топливе. Смешивается с жирами и маслами. Обладает антикоррозийными свойствами. Температура застывания — до −35…−40 °С.